# Wu Lingmei
Wu Lingmei (* 16. Februar 1973) ist eine ehemalige chinesische Leichtathletin, die sich auf den Dreisprung spezialisiert hat.

## Sportliche Laufbahn
Erste internationale Erfahrungen sammelte Wu Lingmei im Jahr 1995, als sie bei den Asienmeisterschaften in Jakarta mit einer Weite von 13,81 m die Silbermedaille hinter ihrer Landsfrau Ren Ruiping gewann und sich damit für die Weltmeisterschaften in Göteborg qualifizierte, bei denen sie aber mit 13,43 m den Finaleinzug verpasste. 1998 nahm sie an den Asienspielen in Bangkok teil und gewann dort mit 14,25 m die Silbermedaille hinter ihrer Landsfrau Ren. 1999 gewann sie dann bei der Sommer-Universiade in Palma mit windunterstützten 14,55 m die Silbermedaille hinter der Ukrainerin Olena Howorowa und schied anschließend bei den Weltmeisterschaften in Sevilla mit 13,83 m in der Qualifikation aus. 2001 wurde sie bei den Studentenweltspielen in Peking mit 13,99 m Fünfte und im Jahr darauf siegte sie bei den Asienmeisterschaften in Colombo mit einer Weite von 13,83 m, ehe sie beim IAAF World Cup in Madrid mit 13,60 m auf den siebten Platz gelangte. 2005 bestritt sie in Nanjing ihren letzten Wettkampf und beendete daraufhin ihre Karriere als Leichtathletin im Alter von 32 Jahren.
In den Jahren 1998 und 2001 wurde Wu chinesische Meisterin im Dreisprung im Freien sowie 1996 in der Halle.

## Persönliche Bestleistungen
- Dreisprung: 14,46 m, 16. Oktober 1999 in Huizhou
  - Dreisprung (Halle): 14,14 m, 23. Februar 1997 in Tianjin